# Cdk5
La quinasa dependiente de ciclina 5 es una enzima que en los humanos está codificado por el gen CDK5 . La proteína codificada por este gen es parte de la familia de quinasa dependiente de ciclina.

## Función fisiológica
Recientemente Cdk5 ha emergido como una quinasa esencial en la vía de señalización celular. Su presencia es necesaria, por ejemplo, en la vía de señalización para la formación neuronal de la sensación de dolor. Cdk5 es imprescindible para el desarrollo apropiado del cerebro, y para ser activado Cdk5 tiene que asociarse con CDK5R1 o CDK5R2. A diferencia de otras ciclinas dependiente de quinasas, la CDK5 no requiere de fosforilación en el T bucle, sino que la simple unión a su receptor es suficiente para activar su segmento quinasa.
Cdk5 también está implicada en los procesos de migración y desarrollo neural mediante la fosforilación del adaptador intracelular clave de la cascada de señalización reelin.
Varios experimentos en ratones de laboratorio con ausencia genética de p35 (CDK5R1), un activador obligado de cdk5 en el desarrollo temprano del cerebro, han mostrado que el posicionamiento normal de las neuronas se ve invertido en el córtex, un defecto que prueba la asociación de la cdk5 en la migración y plasticidad neuronal.
Cdk5 también está implicada en el control de la vesícula sináptica y la exocitosis vía fosforilación de munc-18.
Bloquear Cdk5 en los ratones les ayudó a superar el miedo aprendido en un contexto determinado. En cambio, el miedo aprendido persistió cuando la actividad de la enzima estuvo aumentada en el hipocampo, el centro del cerebro para almacenar memorias.

## Patología
El fallo en la regulación de esta enzima ha sido relacionado con varias enfermedades neurodegenerativas que incluyen el alzheimer.
Está implicado en cánceres invasivos, aparentemente porque reduce la actividad de la actina proteína reguladora caldesmon.

## Historia
CDK5 era originalmente nombrado NCLK (Neuronal CDC2-Como Kinase) debido a su motivo de fosforilación similar. CDK5 en la combinación con una activadora era también referido a tan Tau Proteína Kinase II. Además, Cdk5 ha sido informado para ser implicado en T activación de célula y tener una función importante en el desarrollo de trastornos autoinmunes como la esclerosis múltiple.

## Interacciones
Cyclin-Dependiente kinase 5 ha sido mostrado para interaccionar con LMTK2, NDEL1, CDK5R1, Nestin y PAK1.